# Al-Karima
Al-Karima (arab. الكريمة) – miasto w Syrii, w muhafazie Tartus. W 2004 roku liczyło 3461 mieszkańców.